# Курченко (село)
Курченко (тат. Картузан) — татарское село в Наримановском районе Астраханской области России, административный центр Линейнинского сельского совета. Село расположено на берегу ильменя Крибаус в 49 км к западу от Астрахани.
Население — 421 человек (2014)
Основано как село Курочкино в 1787 году.

## История
Основано в 1787-1789 годах татарами-переселенцами из села Малые Чапурники вблизи Царицына как деревня Курчокина (Курочкино-Дарминская). Названа о фамилии купца Курочкина, получившего эти земли  в 1722 году от Петра 1. Жители села занимались животноводством, рыболовством, бахчеводством. В 1859 году в деревни Курочкино-Дарминской имелось 11 дворов, проживало 56 душ мужского и 43 женского пола.
В 1922 году был образован Курченский сельский Совет. В процессе деятельности менялось административно-территориальное деление и подчиненность. Село входит в состав Наримановского района Астраханской области с 1963 года.
В 1928 году в селе было организовано первое коллективное хозяйство. В 1930 году был организован колхоз «Урняк». В 1932 году в селе открылась школа.
После войны в Курченко действовало растениеводческое отделение совхоза «Кучергановский», а затем и самостоятельное хозяйство – товарищество «Курченское»

## Физико-географическая характеристика
Село расположено на юге Наримановского района, в пределах западной ильменно-бугровой равнины, являющейся частью Прикаспийской низменности, между ильменем Крибаус (Сырт-Тюбе) и безымянным ериком, соединяющим ильмени Крибаус и Шушай. Рельеф местности равнинный, слабо-волнистый.
Расстояние до столицы Астраханской области города Астрахани (центра города) составляет 49 км, до районного центра города Нариманов - 81 км. К селу имеется подъезд от федеральной автодороги Астрахань - Элиста Р216 (0,9 км).
Согласно классификации климатов Кёппена-Гейгера тип климата - семиаридный (индекс BSk). Почвенный покров комплексный: на буграх Бэра распространены бурые полупустынные почвы, в межбугровых понижениях ильменно-болотные и ильменно-луговые почвы.
Часовой пояс
Курченко, как и вся Астраханская область, находится в часовой зоне МСК+1. Смещение применяемого времени относительно UTC составляет +4:00.

## Население
| 1859 | 1904 |
| ---- | ---- |
| 99   | 651  |

| 2002 | 2010 | 2013 | 2014 |
| ---- | ---- | ---- | ---- |
| 425  | ↘423 | →423 | ↘421 |

Население по переписи 2010 года составляет 423 человек. 96% населения составляют татары. Так же проживают русские и казахи.. Согласно результатам переписи 2002 года татары составляли 90 % населения села
| Национальность | Численность (2010) | Процент |
| -------------- | ------------------ | ------- |
| Татары         | 348                | 82,9%   |
| Чеченцы        | 17                 | 4%      |
| Казахи         | 9                  | 2,1%    |
| Русские        | 7                  | 1,7%    |
| Не указана     | 39                 | 9,3%    |
| Всего          | 420                | 100%    |

## Социальная инфраструктура
В селе имеется почтовое отделение. Среднее образование жители села получают в филиале средней общеобразовательной школы № 6. Медицинское обслуживание обеспечивает фельдшерско-акушерский пункт.